# Підводні човни типу U-52
Підводні човни типу U-52 — повинні були увійти до складу Цісарсько-королівського флоту Австро-Угорщини. Для ґрунтовної модернізації підводного флоту в час 1-ї світової війни було вирішено збудувати чотири човни, що могли діяти в акваторії Середземного моря. Перші два човни заклали 1916 року, але не встигли завершити до кінця війни. Їхні корпуси порізали на металобрухт 1919 року.

## Історія
Після перевезення залізницею до Австро-Угорщини малотоннажних німецьких підводних човнів для захисту узбережжя Адріатики командування ВМФ вирішило закласти океанські підводні човни, здатні діяти у акваторії Середземного моря. На корабельні Stabilimento Tecnico Triestino (STT) розробили проект «A 6» підводного човна водотоннажністю 849/1200 т. При довжині 76 м, ширині 7 м, осадці 3,51 м човни мали розвивати швидкість 15,75/9 вузлів. Два гребні гвинти приводили в рух два дизелі потужністю по 1200 к. с. та два електродвигуни потужністю по 740 КВт. Екіпаж човнів становив 40 осіб, а озброєння чотири носові і два кормові 450 мм ТА (запас торпед 9), дві гармати 100 мм (згодом планували встановити 120 мм гармати), кулемет 8 мм.
На 1916 корабельню перейменували на Austriawerft і заклали човни U-52 та U-53. У грудні 1917 замовили човни U-54 та U-55. Через брак матеріалів, кваліфікованих робітників до кінця війни корпус U-52 виготовили на 25 %, U-53 на 10 %. Замовлення на човни U-54 та U-55 анулювали до закладення їх на стапелі.